# 公车上书
公車上書，指康有为于清朝光绪二十一年（1895年）率同梁启超等科舉人士联名向北京的光绪皇帝上书，反对在甲午战争中败于日本的清政府签订丧权辱国的《马关条约》。此舉被认为是维新派登上历史舞台的标志，也被认为是中国群众的政治运动的开端。

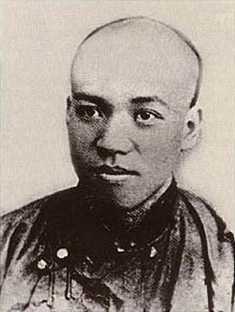
《梁启超少年像》 1893年

## 背景

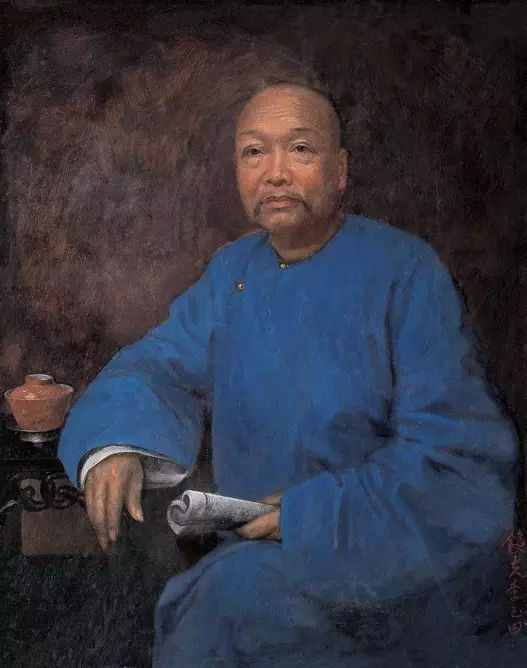
《康有為像》 1904年 李鐵夫 布上油畫 70.7×56cm

光緒二十年（1894年）中日甲午战争，中國败于日本。光緒二十一年（1895年）春，参加完乙未科會試的各省举人雲集北京，等待發榜。李鴻章與伊藤博文簽訂的《马关条约》內割讓台灣及遼東，賠款白銀二萬萬兩的突然消息傳至，群情激愤。光绪二十一年三月廿九日(4月22日)，康有為、梁啟超寫成一萬八千字的《上今上皇帝書》，內地十八省與奉天三省（中國東北）舉人接連響應，共一千二百多举人在松筠庵連署，包括徐世昌、袁世凱等官員，紛紛在萬言書簽名。四月初十(5月2日)，以康、梁率領六百零三名舉人「都察院」門前請代奏光緒帝。

## 上书内容
“公车上书”中，提出了四项解决办法：

一、下诏鼓天下之气；

二、迁都定天下之本；

三、练兵强天下之势；

四、变法成天下之治。

梁启超指出前三项还只是权宜应敌之策，第四项才是立国自强的根本大计。

## 结果及影响
朝廷恐防人心洶湧澎湃，局勢有變，提前於四月初八批准和約，都察院以皇帝已用玉璽批准和約為由，拒受上書。
虽然，上书被清朝官方拒绝，但在社会上产生了巨大影响。康有为等以“变法图强”为号召，组织强学会，在北京、上海等地发行报纸，宣传维新思想。严复、谭嗣同亦在其他地方宣传维新思想。之后，光绪帝启用康有为、梁啟超等，史称戊戌变法（或百日维新）。
公车上书和戊戌变法都先后失败，但是维新思想从此唤醒、激励了愈來愈多的中国人，思考中國如何救亡图存於歐、日列強帝國主義，在中国歷史上有着重要的地位。

## 争议
2005年北京大学历史学教授茅海建在《近代史研究》第3期和第4期上发表《“公车上书”考证补》，根据中国第一历史档案馆所藏档案及其已公开发表过的档案文献，从政治决策高层的角度，重新审视公车上书的背景、运作过程及其影响力。其观点是：“公车上书”是有两个不同的概念，一是由政治高层发动、京官组织的上书，其数量多达31件，签名的举人多达1555人次，且上书已达光緒的御座；另一个是由康有为组织的「十八行省举人联名上书」，那是一次流产的政治事件。而且康有为组织的「十八行省举人联名上书」。由此学术界进行了广泛而激烈的讨论，并且对“公车上书”进行了进一步的审视和研究。根据不少学者的看法，康有为在进行政治宣传以及回忆的时候（最明显如其《康南海自订年谱》）存在着很多不尊重事实的地方，而且又有很多吹牛造假的现象。
如茅海建等不少学者则根据许多文献认为康有为所谓的组织举人联名上书，事实上是一次流产的政治事件。公车上书实则是由当时的翁同龢、李鸿藻、汪鸣銮等京城高官发动组织，目的是阻挠《马关条约》的签订。另有研究者认为，当时清政府内部已经趋于求变，即使是保守派的徐桐和荣禄，也曾对变法做过努力。公车上书的时候，十八行省“公车”绝大多数都没有参加康有為组织的簽名運動，他只征集到80名广东人的聯署。而仅仅是另一人陈景华就鼓动了一场280多人签名的「广东公车上书」。

## 解
1. ↑  「公車」取自漢朝官署公車 (漢朝)，為負責將臣民意見上書給君王的機構。